# Artedielloides auriculatus
Artedielloides auriculatus är en fiskart som beskrevs av Soldatov 1922. Artedielloides auriculatus ingår i släktet Artedielloides och familjen simpor. IUCN kategoriserar arten globalt som nära hotad. Inga underarter finns listade i Catalogue of Life.